# Ползваемост
Ползваемостта (на английски: usability) е дисциплина, която се занимава с това да прави ползването на уеб сайтове, софтуерни програми, уреди и други максимално удобни за потребителите им. Под названието „ползваемост“ най-често се имат предвид уеб сайтове и софтуер. Макар да става дума за същото нещо – удобство за потребителя – в други области са добили популярност други названия; например в архитектурата и интериорния дизайн се говори за „функционалност“, при мебелите и машините се говори за „ергономия“.
В света на уеб разработките и софтуера все повече названието „дизайн на потребителски интерфейс“ (на английски: UI design) измества понятието „ползваемост“, което е неправилно, тъй като дизайнът обхваща най-различни области и не се отнася конкретно и единствено до ползваемостта.
Ползваемият продукт е лесен, удобен, удовлетворяващ, незатормозяващ, незабележим и позволява на потребителите си да вършат работата, за която е предназначен, безпроблемно и неусетно. Няма продукт, ползваем или неползваем сам по себе си: ползваемостта зависи от целите и нуждите на конкретните потребители.

## Официално определение
Според международния стандарт ISO 9241-11 ползваемостта е:
„Степента, до която даден продукт или услуга може да бъде ползван от определени потребители за постигане на определени цели с ефективност, ефикасност и удовлетвореност в определен контекст на употреба.“

## Ползваемост на потребителския интерфейс
При разработката на потребителски интерфейс е необходима висока степен на ползваемост. Това изискване обобщава в една дума концепцията за неговото удобство, логика и простота при разполагане на елементите за управлението му. Нерядко обаче се намесват и други естетически характеристики и понякога става неусетна подмяна на критериите. Т.е., ако решението е оригинално и с привлекателен външен вид, а ползваемостта му не е ясно и детайлно дефинирана в техническото задание, има тенденция да се смята, че то е автоматически ползваемо.

## Измерване на ползваемостта
Ползваемостта на уеб и софтуерните интерфейси трудно се поддава на количествено измерване. Тя може да бъде проверена чрез тестове с потребители, както и с косвени методи като записи на движението на мишката на потребителите.